# General Electric J31

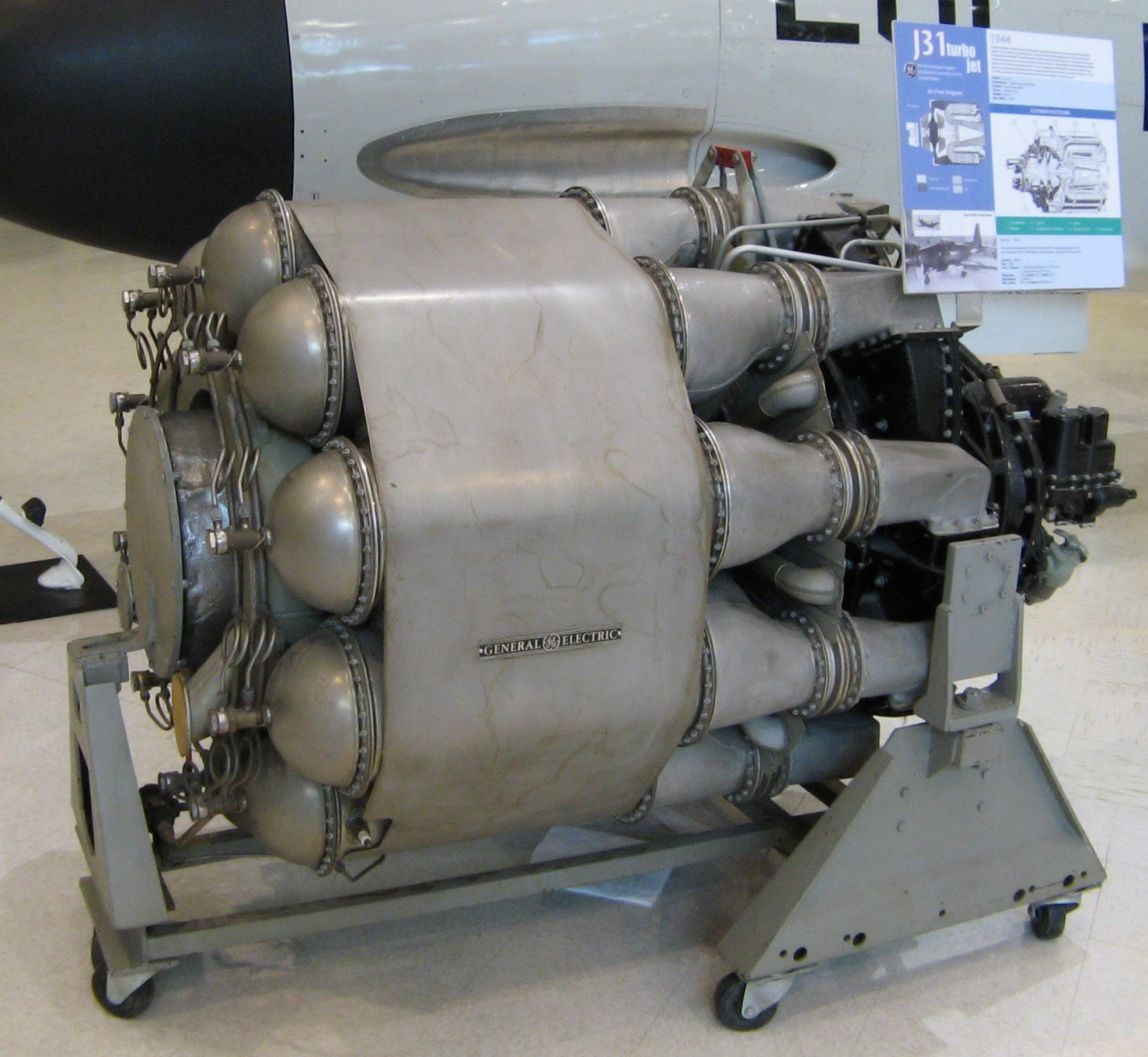
Silnik General Electric J31

General Electric J31 – pierwszy seryjnie produkowany w Stanach Zjednoczonych silnik odrzutowy będący kopią angielskiego Whittle W.1, który został wysłany do USA po sukcesie tzw. Misji Tizarda.
Na producenta silnika została wybrana firma General Electric – głównie z powodu doświadczenia, jakie wcześniej zdobyła, produkując turbosprężarki do silników tłokowych. Podobnie jak W.1, J31 (pierwsze oznaczenie I-16) osiągał ciąg 7,3 kN.  Produkcję rozpoczęto w 1943, przeznaczona była dla myśliwca Bell P-59 Airacomet i do jej zakończenia w 1945 wyprodukowano łącznie 241 egzemplarzy silnika. GE opracowało wersję rozwojową nazwaną I40 o ciągu 17 kN, ale seryjną produkcję tych silników rozpoczęto w zakładach Allison Engine jako Allison J33.